# ガクヤ (足袋メーカー)

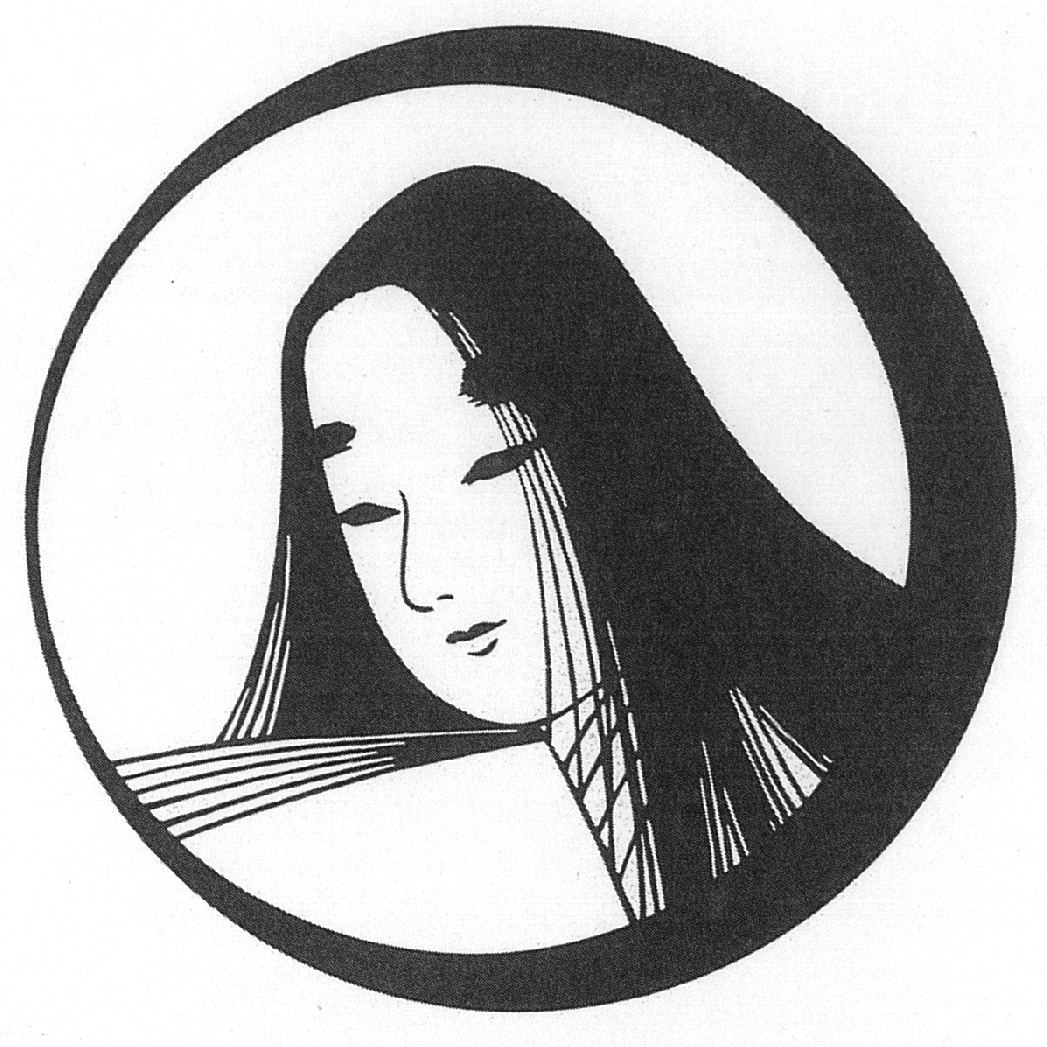
かぐや姫のマーク

ガクヤ株式会社は、埼玉県行田市に本社を置く企業。
事業内容は足袋の製造販売、および靴下などの企画・販売、ならびにアセットマネジメントなどである。
1922年（大正11年）に創業。 1980年（昭和55年）に「行田足袋」として、埼玉県知事指定伝統的手工芸品に指定されている。また、商品のうち「エスパのびる足袋」は彩の国優良ブランド品に認定されている。
商標は「楽屋足袋」（がくやたび）および「かぐや姫のマーク」。「楽屋足袋」とは、文字どおり楽屋に由来したものである。

## 沿革
- 1922年 - 創業。
- 1938年6月 - 被服製造部門を併設。後年、被服部門は独立し、楽屋被服株式会社と称す。
- 1953年 - 高松宮宣仁親王、視察のため来訪。
- 1957年2月 - 靴下製造事業部を併設。
- 1963年2月 - ニット衣料縫製事業部を併設。
- 1964年 - 皇太子明仁親王、同妃美智子が工場を視察。
- 1970年12月 - ファッション事業部を併設、ファッション産業への飛躍。
- 1976年 - 埼玉県北総合流通センター内に楽屋商事の配送センターを建設。
- 1983年6月 - 楽屋商事株式会社をガクヤ株式会社に社名を改め、営業部を統合し、効率の良い営業態勢を整える。
- 1984年 - 埼玉県知事畑和が工場を視察。
- 1986年3月 - 人・物共にグローバル、グローリーをめざし、Gに“生命の輝き”をシンボライズしたCIを導入。
- 1988年2月 - 新時代に対応するため、楽屋産業社屋を全面的に改装改築。
- 1991年 - JR北浦和駅前に『パークサイドガクヤビル』を落成。
- 1993年 - ユニフォーム事業部を併設。北海道旭川市に新工場完成。
- 1995年1月 - 新コンピュータシステム導入により、在庫管理を中心とした販売管理システムを稼動開始。
- 2000年 - 物流アウトソーシングを部分的に開始。楽屋産業株式会社とガクヤ株式会社を合併、ガクヤ株式会社となる。
- 2001年12月 - 行田工場を閉鎖し、北海道工場との一本化を図る。
- 2002年
  - 4月 - 浦和営業所を開設。
  - 12月 - 行田天然温泉「古代蓮物語」オープン。
- 2003年 - デイサービスセンター「まきばの温泉」オープン。
- 2005年 - デイサービスセンター「まきばの温泉」増築。

## 主な商品
- ナノ撥水 一等白キャラコ（足袋） - 最新のナノテクノロジーを応用した加工により、画期的な撥水・防汚を実現した足袋。
- ニューポルスレーヌ（靴下） - かかと部分に特殊樹脂ペーストを塗布した靴下。かかとの乾燥や荒れを防止。